# 正平 (蕭正徳)
正平（せいへい）は、中国の南北朝時代に蕭正徳が自立して建てた私年号。548年- 549年。
- 元年11月:儀賢堂にて即位。正平と建元する。
- 2年6月:侯景により永福省において蕭正徳が殺害される。

## 西暦・干支との対照表
| 正平 | 元年  | 2年   |
| 西暦 | 548年 | 549年 |
| 干支 | 戊辰  | 己巳  |